# Lipasi ormone-sensibile
La Lipasi ormone-sensibile o ormono-sensibile, o HSL (dall'inglese Hormone-sensitive lipase) è un enzima della famiglia delle lipasi, ed è il principale responsabile della mobilizzazione dei trigliceridi dal tessuto adiposo. Anche se ritenuto il principale attivatore della lipolisi, esistono altre lipasi che intervengono in sinergia per attuare questo processo, come la monoacilglicerolo lipasi (MAGL) e la lipasi adiposa del trigliceride (ATGL). Sebbene la HSL sia citata soprattutto per la sua attività nel tessuto adiposo, essa è presente anche in altri tessuti, come nel muscolo scheletrico, in cui catalizza la lipolisi dei trigliceridi intramuscolari (IMTG).

## Caratteristiche
L'HSL è il principale enzima responsabile della lipolisi, cioè la mobilizzazione dei trigliceridi depositati in diversi tessuti, principalmente nel tessuto adiposo e nel muscolo scheletrico. La mobilizzazione degli acidi grassi è di primaria importanza dal momento che questi costituiscono la maggiore fonte energetica nei mammiferi. Venne chiamata ormone-sensibile perché la risposta all'attività ormonale venne scoperta prima di quella della lipoproteina lipasi (LPL). Il suo nome riflette il fatto che esso viene attivato da una serie di segnali a cascata che coinvolgono il cAMP (Adenosina monofosfato ciclico) e l'enzima protein-chinasi A.
Situata all'interno delle cellule adipose, l'HSL agisce sulla superficie delle gocce lipidiche e catalizza l'idrolisi di due acidi grassi. In realtà un altro enzima, la monoacilglicerolo lipasi (MAGL), è responsabile della rimozione del terzo acido grasso. La mobilizzazione dei grassi depositati consiste nell'idrolisi dei trigliceridi situati all'interno degli adipociti ad acidi grassi e glicerolo. Questi acidi grassi, detti "liberi" perché non più esterificati, prendono anche il nome di FFA o NEFA (Free Fatty Acids o Non-Esterified Fatty Acids). Questi vengono rilasciati nel plasma sanguigno trasportati dall'albumina (proteina trasportatrice), così che possano rendersi disponibili ai tessuti. Di conseguenza, per ogni trigliceride depositato vengono rilasciati tre acidi grassi e un glicerolo.
L'attività della HSL può essere regolata molto precisamente. Essa viene attivata in risposta ad agenti β-adrenergici come le catecolammine (adrenalina, noradrenalina), e viene disattivata dalla defosforilazione in risposta all'insulina e ad altri agenti anti-lipolitici (cioè che impediscono la mobilizzazione del grasso).
Nella fase post-prandiale, in risposta ad elevate quantità di insulina, l'HSL viene disattivata, mentre viene stimolata l'esterificazione degli acidi grassi liberi in trigliceridi dall'unione col glicerolo, e di conseguenza il deposito negli adipociti. A digiuno l'attività della HSL aumenta, mentre viene inibito l'enzima antagonista, la lipoproteina lipasi (LPL), responsabile dell'accumulo di grassi nel tessuto adiposo. Di conseguenza il meccanismo di esterificazione e deposito non viene attivato. Esiste quindi una regolazione enzimatica coordinata, mediata per via endocrina, in grado di attivare o disattivare gli enzimi deputati al deposito o al rilascio di acidi grassi nel tessuto adiposo.
L'HSL è regolata dalla fosforilazione in maniera simile alla glicogeno fosforilasi nel fegato. Essa viene attivata dall'elevazione dei livelli cellulari di cAMP (Adenosina monofosfato ciclico) in risposta ad alcuni regolatori. Probabilmente nell'uomo i più importanti di questi sono le catecolammine, rappresentate dall'adrenalina (ormone presente nel plasma) e la noradrenalina (neurotrasmettitore secreto dai nervi simpatici). Il glucagone ha un potente effetto lipolitico in vitro, ma sembra non influire in maniera rilevante sulla mobilizzazione dei grassi nell'uomo in vivo.
Di primaria importanza è anche la disattivazione della HSL mediante defosforilazione da parte dell'insulina. Questo effetto molto potente risponde rapidamente (entro pochi minuti) a concentrazioni relativamente basse di insulina. Quindi l'insulina non solo promuove il deposito di grassi, ma ne limita la mobilizzazione. L'insulina ha un'ulteriore azione nel limitare la mobilizzazione del grasso. Gli acidi grassi rilasciati da parte della HSL sono disponibili all'esterificazione tramite la via dell'acido fosfatidico. L'insulina stimola questa via metabolica aumentando l'approvvigionamento di glicerolo 3-fosfato. Quindi l'insulina agisce sia inibendo l'attività della HSL e assorbendo acidi grassi aumentando la loro ri-esterificazione.
La fosforilazione del HSL sembra svolgere più di un semplice cambiamento nella sua conformazione. Sembra che, nella sua forma defosforilata inattiva, sia presente nel citosol cellulare. Quando viene fosforilata, essa si sposta verso la superficie delle gocce lipidiche iniziando ad idrolizzare i trigliceridi depositati.
Un'altra proteina coinvolta in questo processo è la perilipina. Questa molecola proteica è abbondante nel tessuto adiposo bianco, e sembra avvolgere le gocce lipidiche. La perilipina è anche un substrato per la fosforilazione inviando segnali simili a quelli della HSL. Quando viene fosforilata, essa viene rimossa dalle gocce lipidiche permettendo l'accesso alla HSL.
Per anni la HSL è stata considerata l'enzima chiave nella regolazione della lipolisi del tessuto adiposo. Tuttavia oggi si crede che una lipasi scoperta recentemente chiamata desnutrina o lipasi adiposa del trigliceride (ATGL) catalizza il primo passaggio nell'idrolisi dei trigliceridi.

### HSL nel muscolo scheletrico
La HSL e la ATGL sono presenti anche nel muscolo scheletrico, in particolare nelle fibre ad alta capacità aerobica ossidativa, ovvero le fibre di tipo 1. Queste due lipasi agiscono per idrolizzare una modesta quantità di trigliceridi per fornire energia al muscolo in attività. La lipolisi nel muscolo è attivata dalla contrazione muscolare così come dai segnali indotti dall'adrenalina.